# Magazin für Haus und Wohnung
Das Magazin für Haus und Wohnung war eine Zeitschrift aus der DDR.
Es erschien seit 1962 monatlich bis zum Jahr 1991. Die Ratgeber-Zeitschrift wurde vom VEB Verlag für Bauwesen der DDR herausgegeben. Betitelt war das Magazin als bautechnischer Ratgeber für Hausgemeinschaften, kommunale Wohnungsverwaltungen und sozialistische Wohnungsbaugenossenschaften und enthielt Hinweise für rechtliche Regelungen, Fragen und Antworten zum Mietrecht in der DDR sowie Tipps zum Umgang mit verschiedenen Materialien. Betriebe stellten sich und ihre Produkte vor.